# Newag 220M/221M
Newag 220M/221M – rodzina dwu- i trójczłonowych spalinowych zespołów trakcyjnych produkowanych przez przedsiębiorstwo Newag z Nowego Sącza. Łącznie w latach 2010–2014 wyprodukowano 9 sztuk dwuczłonowych i 5 egzemplarzy trójczłonowych, które eksploatowane są przez Polregio, a w przeszłości również przez Koleje Śląskie i SKM Trójmiasto.

## Historia

### Geneza
Po roku 1989 nastąpił intensywny spadek liczby pasażerów kolei, w wyniku czego coraz częściej dochodziło do sytuacji kiedy lokomotywa spalinowa ciągnęła jeden wagon. Takie rozwiązanie, w połączeniu z przestarzałością eksploatowanych w Polsce lokomotyw spalinowych, generowało duże koszty obsługi linii. Z wymienionych powodów powstała nisza dla popularyzacji samobieżnych pasażerskich pojazdów spalinowych (autobusów szynowych, wagonów spalinowych i spalinowych zespołów trakcyjnych).
Pierwsze lekkie pojazdy spalinowe zaczął produkować Kolzam i ZNTK Poznań na przełomie lat 80. i 90.. Żaden z modeli nie został jednak wyprodukowany w liczbie większej niż 5 sztuk i w 1996 roku zawieszono produkcję tego typu pojazdów. Uchwalenie w 2000 roku ustawy o restrukturyzacji PKP zmieniło sposób finansowania przewozów regionalnych, tworząc PKP Przewozy Regionalne oraz obligując samorządy do przeznaczenia części środków na zakup taboru.
Zamówienia dla samorządów realizowały Pesa (od 2001 roku), ZNTK Poznań (od 2002 roku) i Kolzam (od 2003 roku). Po roku 2006 jedynym producentem tego typu taboru w Polsce była Pesa, produkująca początkowo pojazdy jednoczłonowe – Pesa 214M, a później dwuczłonowe – Pesa 218M oraz trójczłonowe – Pesa 219M.

### Produkcja
We wrześniu 2009 samorząd województwa pomorskiego ogłosił przetarg na dwu- i trójczłonowe spalinowe zespoły trakcyjne. Newag, chcąc wejść na nowy rynek, we współpracy z krakowską spółką EC Engineering zaprojektował takie pojazdy i rozpoczął ich produkcję w lutym 2010, jeszcze przed podpisaniem umowy z samorządem województwa pomorskiego, która nastąpiła 21 maja.
Pierwszy z wyprodukowanych 221M wyjechał na tory we wrześniu 2010 na targi InnoTrans do Berlina.
Łącznie na SZT z rodziny 220M/221M złożono 5 zamówień:
- 21 maja 2010 – podpisanie umowy na dostawę 2 SZT typu 220M i 4 typu 221M dla UM Województwa Pomorskiego[1]
- 28 września 2010 – podpisanie umowy na dostawę 2 SZT typu 220M dla UM Województwa Opolskiego[1]
- 17 kwietnia 2011 – podpisanie umowy na dostawę 1 SZT typu 220M dla UM Województwa Lubuskiego[9]
- 30 listopada 2012 – podpisanie umowy na dostawę 1 SZT typu 221M dla UM Województwa Śląskiego[10]
- 17 maja 2013 – podpisanie umowy na dostawę w formie leasingu 4 SZT typu 220M dla Przewozów Regionalnych[11]

### Następca
W przetargu dla Kolei Mazowieckich Newag zaproponował nową konstrukcję – 222M, do podpisania umowy doszło 18 czerwca 2013.

## Konstrukcja

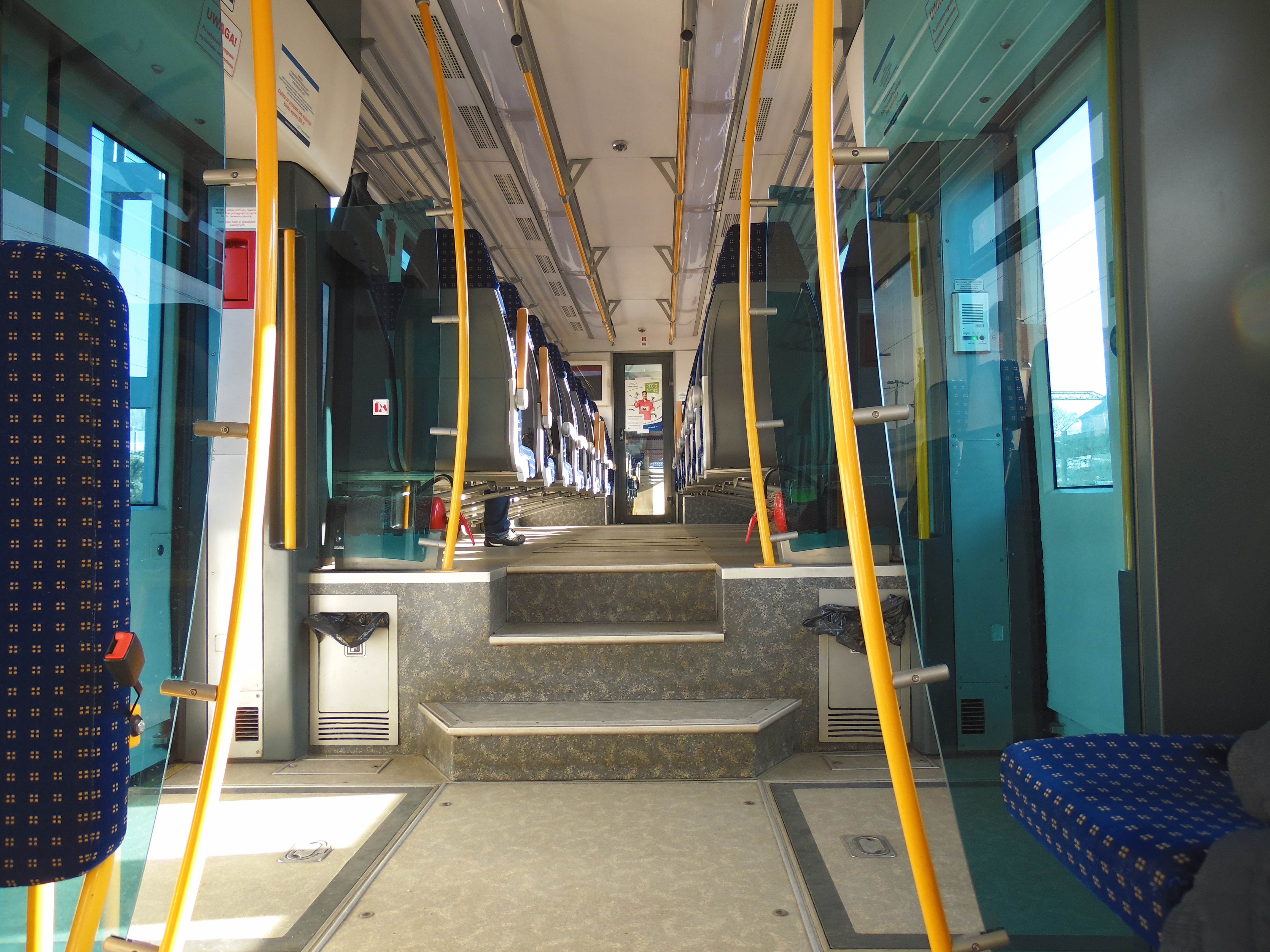
Wnętrze

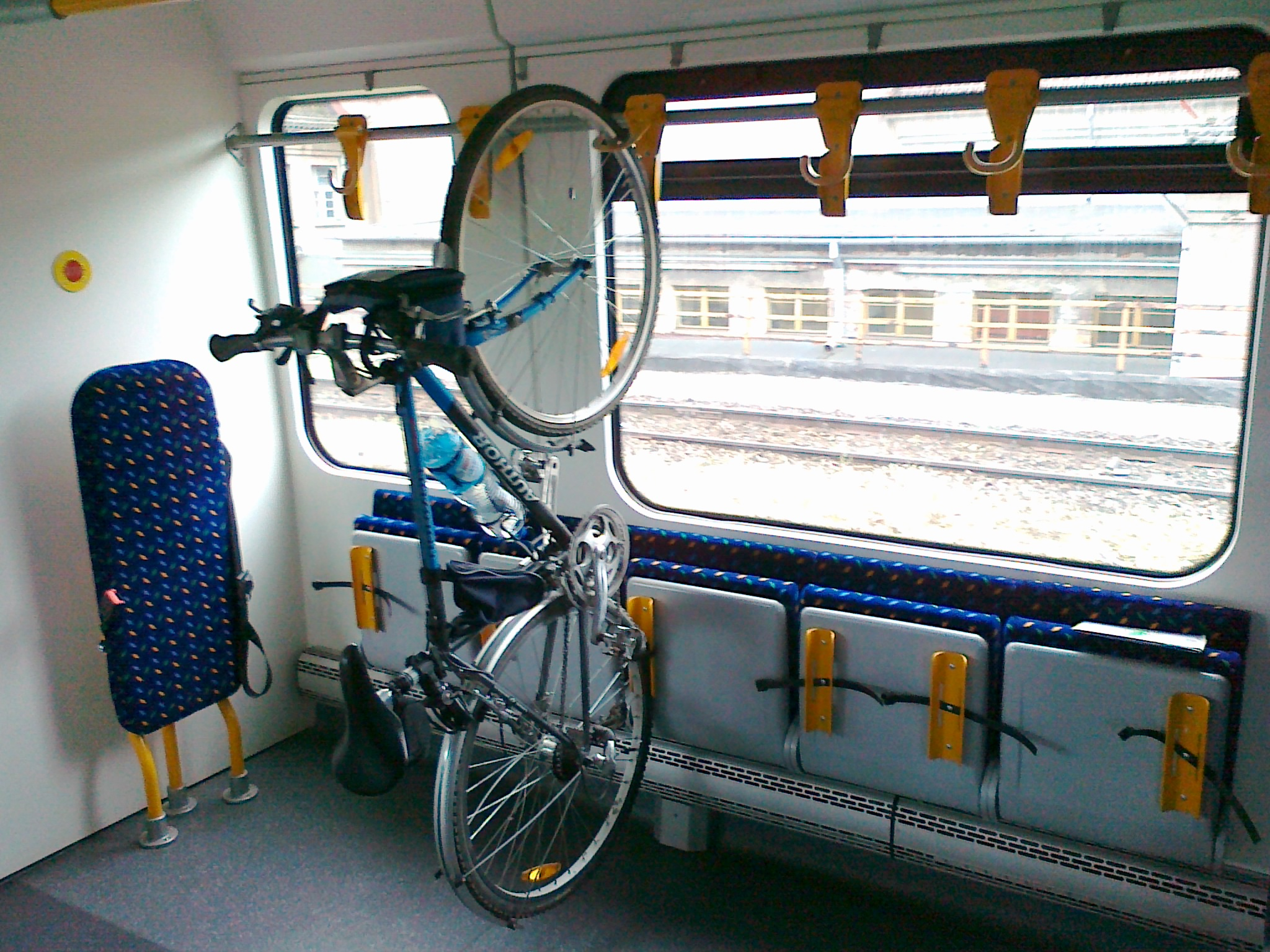
Przestrzeń wielofunkcyjna

220M i 221M to odpowiednio dwu- i trójczłonowe, jednoprzestrzenne składy przeznaczony do obsługi regionalnych przewozów pasażerskich na liniach niezelektryfikowanych.

### Wnętrze
Każdy z członów posiada po jednej parze odskokowo-przesuwnych drzwi o prześwicie 1300 mm, które znajdują się w strefie niskiej podłogi o wysokości 600 mm nad PGS. Dodatkowo pod każdymi drzwiami znajduje się jeden wysuwany schodek ułatwiający wsiadanie z niższych peronów. Nad wózkami napędowymi znajdującymi się na obu końcach składu znajduje się strefa wysokiej podłogi o wysokości 1200 mm nad PGS.
W jednym z członów w pobliżu drzwi znajduje się strefa dla osób niepełnosprawnych, wyposażona w rampy wjazdowe dla wózków inwalidzkich obok której znajduje się również toaleta przystosowana dla niepełnosprawnych, wyposażona w przewijak dla niemowląt. Siedzenia w pojeździe ułożone są w układzie grupowym w strefie wysokiej podłogi oraz szeregowym w strefie niskiej. W pojeździe znajduje się 6 wieszaków na rowery, gniazdka elektryczne, system informacji pasażerskiej, klimatyzacja i monitoring.

### Podwozie i napęd
Obydwa skrajne wózki to dwuosiowe wózki napędowe typu 74RSNa o rozstawie osi 2500 mm, a wózki pomiędzy członami to dwuosiowe wózki toczne w systemie Jakobsa typu 72RSTa o rozstawie osi 2900 mm. Oparcie nadwozia na wózkach odbywa się poprzez sprężyny gazowe (II stopień usprężynowania) oraz sprężyny śrubowe (I stopień usprężynowania).
Do napędu pojazdów wykorzystano dwa zespoły napędowe w systemie power-pack, składający się z silnika wysokoprężnego o mocy 390 kW, przekładni mocy, sprężarki, generatora oraz układu chłodzenia silnika. Zasięg pojazdu to 1000 km.
Istnieje możliwość łączenie maksymalnie 3 pojazdów lub 2 pojazdów i wagonu w trakcję ukrotnioną.

## Eksploatacja
| Właściciel | Przewoźnik | Typ  | Seria | Numery    | Liczba |
| ---------- | ---------- | ---- | ----- | --------- | ------ |
| pomorskie  | Polregio   | 220M | SA137 | 001 ÷ 002 | 2      |
| pomorskie  | Polregio   | 221M | SA138 | 001 ÷ 004 | 4      |
| opolskie   | Polregio   | 220M | SA137 | 003 ÷ 004 | 2      |
| lubuskie   | Polregio   | 220M | SA137 | 005       | 1      |
| Polregio   | Polregio   | 221M | SA138 | 005       | 1      |
| Polregio   | Polregio   | 220M | SA137 | 006 ÷ 009 | 4      |

### Pomorskie

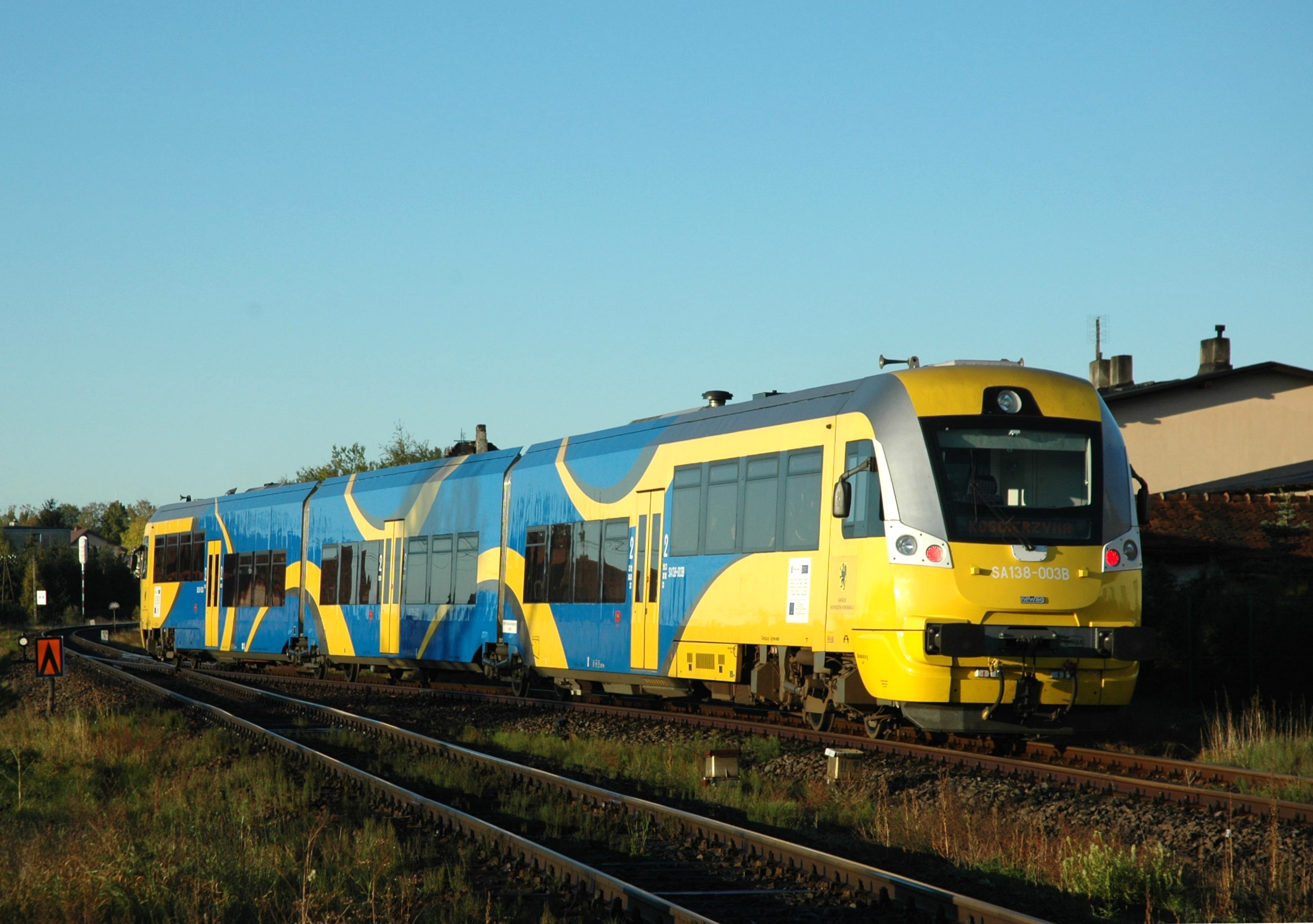
SA138 na stacji Żukowo Wsch.

21 maja 2010 podpisano umowę z województwem pomorskim na dostarczenie 2 sztuk dwuczłonowych SZT (typ 220M) oraz 4 sztuk trójczłonowych SZT (typ 221M). Oba dwuczłonowe egzemplarze dostarczono 11 listopada, a dwa pierwsze trójczłonowe egzemplarze 30 listopada. Kolejne pojazdy 221M dostarczono 23 grudnia 2010 i 26 stycznia 2011.
Pojazdy zostały przekazane Przewozom Regionalnym oraz skierowane do obsługi tras pomiędzy Chojnicami, Kościerzyną, Gdynią i Helem. Dostarczone pojazdy dołączyły do zamówionych we wcześniejszych latach mniejszych pojazdów spalinowych: jednego Kolzam 212M, dwóch Pesa 214M oraz czterech Pesa 218M.
1 września 2015 roku 3 spośród 6 pomorskich zespołów (2 typu 220M i 1 typu 221M) zostały skierowane na linię Pomorskiej Kolei Metropolitalnej obsługiwaną przez SKM Trójmiasto. 9 grudnia 2018 obsługę części połączeń na linii PKM przejęły Przewozy Regionalne i to nim przekazano 3 pojazdy wcześniej użytkowane przez PKP SKM. 11 marca 2024 jednostka SA138-005 obsłużyła pierwszy kurs z pasażerami na trasie Kartuzy – Gdańsk po tzw. bajpasie kartuskim przez Starą Piłę.

### Opolskie

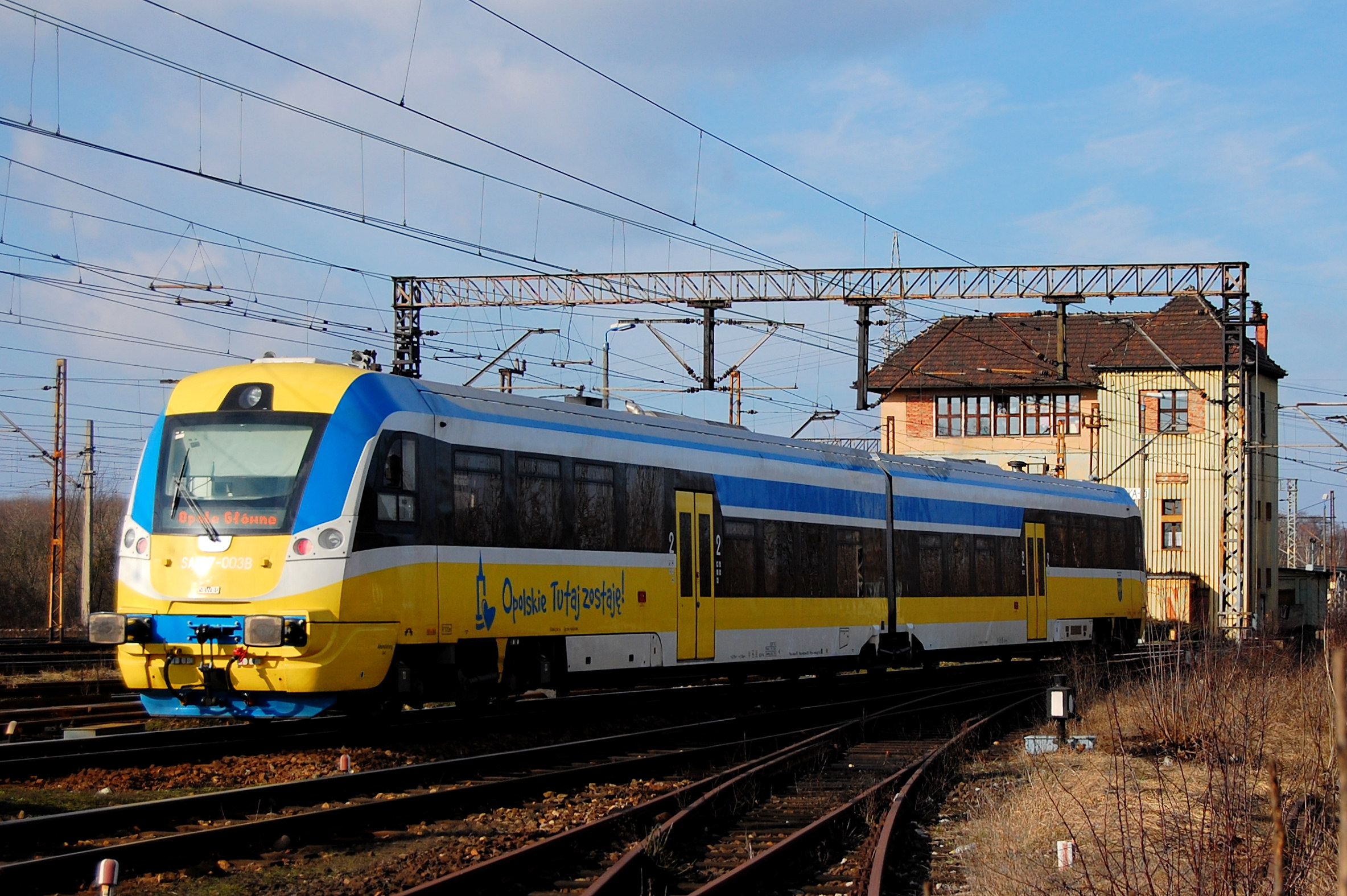
SA137 na stacji Kędzierzyn-Koźle

28 września 2010 podpisano umowę z województwem opolskim na dostarczenie 2 sztuk dwuczłonowych SZT (typ 220M). 27 grudnia 2010 dostarczony pierwszy z pojazdów (SA137-003), a 10 maja 2011 drugi (SA137-004).
Dostarczone pojazdy dołączyły do zamówionych we wcześniejszych latach mniejszych pojazdów spalinowych: jednego Kolzam 212M, trzech Pesa 214M oraz pięciu Pesa 218M.

### Lubuskie

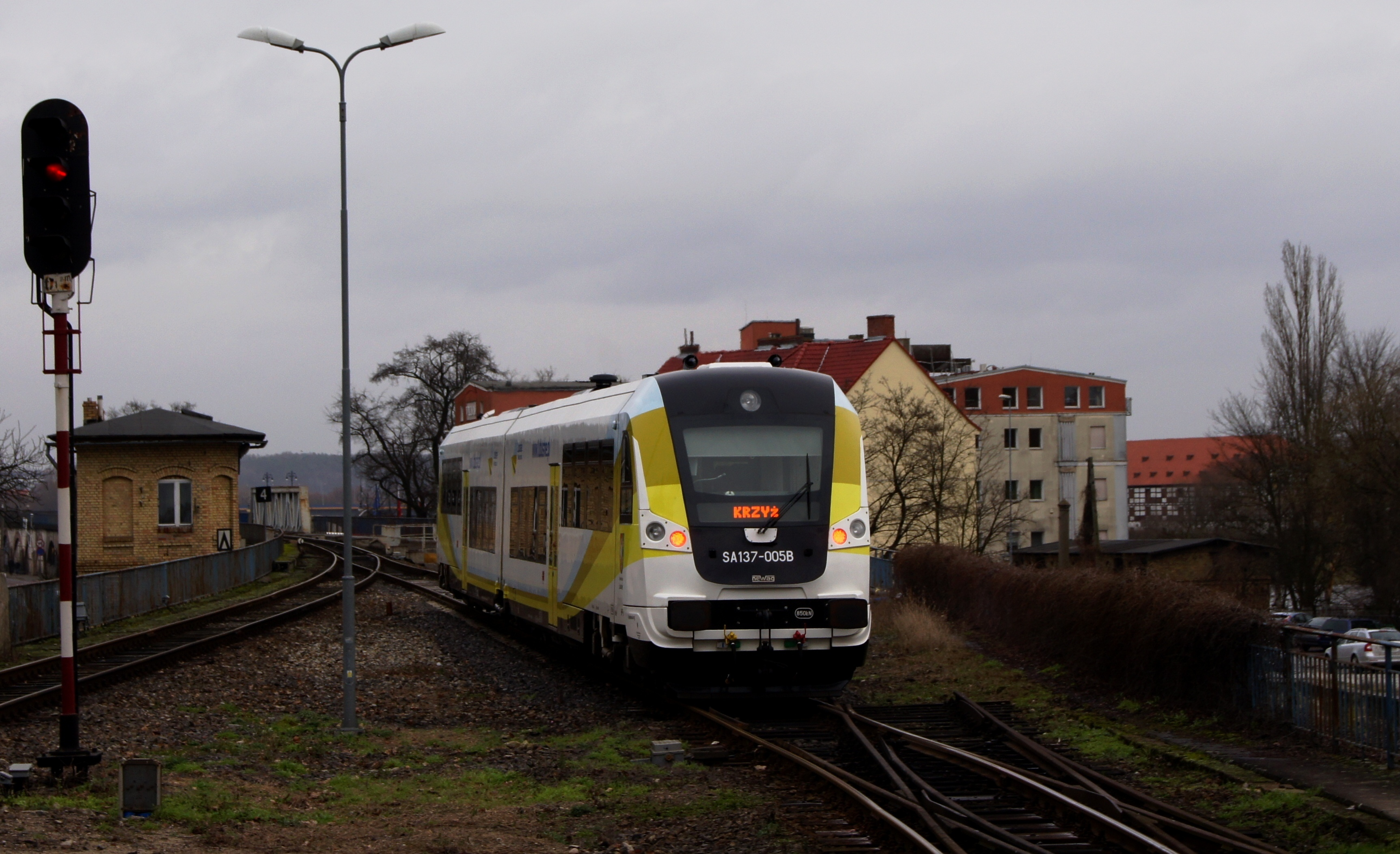
SA137 na stacji Gorzów Wlkp

17 kwietnia 2011 podpisano umowę z województwem lubuskim na dostarczenie 1 sztuki dwuczłonowego SZT (typ 220M). Pojazd rozpoczął służbę 9 grudnia 2012 wraz z wprowadzeniem nowego rozkładu jazdy.
Dostarczony pojazd dołączył do zamówionych we wcześniejszych latach mniejszych pojazdów spalinowych: czterech ZNTK Poznań 213M, jednego ZNTK Poznań 215M oraz sześciu Pesa 218M.

### Koleje Śląskie

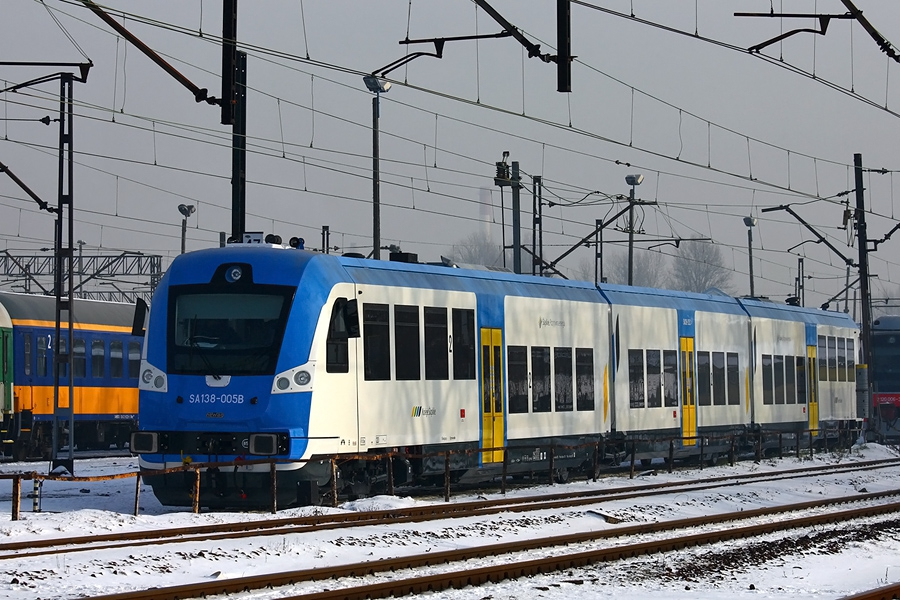
SA138 na stacji Gliwice

30 listopada 2012 podpisano umowę z województwem śląskim na dostarczenie 1 sztuki trójczłonowego SZT (typ 221M). Pojazd dostarczono 14 grudnia i przekazano w użytkowanie Kolejom Śląskim. W lutym 2013 pojazd został wniesiony w formie aportu do spółki.
Dostarczony pojazd dołączył do zamówionych we wcześniejszych latach mniejszych pojazdów spalinowych – dwóch SA109, będących własnością województwa oraz trzech SN82 i pięciu SN83 leasingowanych od grudnia 2012 przez Koleje Śląskie od spółki Sigma Tabor.
W drugiej połowie października 2018 Koleje Śląskie dokonały tymczasowej wymiany taboru z Przewozami Regionalnymi. Wymieniono spalinowy zespół trakcyjny SA138-005 na EN57-1823. 21 października SA138-005 rozpoczął kursowanie na Pomorzu. W lutym 2020 w zamian za SA138-005 Koleje Śląskie eksploatowały 2 składy EN57. 27 kwietnia 2022 pojazd został sprzedany PolRegio (wcześniejszym Przewozom Regionalnym) w przetargu na dostawę trójczłonowego spalinowego zespołu trakcyjnego.

### Przewozy Regionalne/Polregio

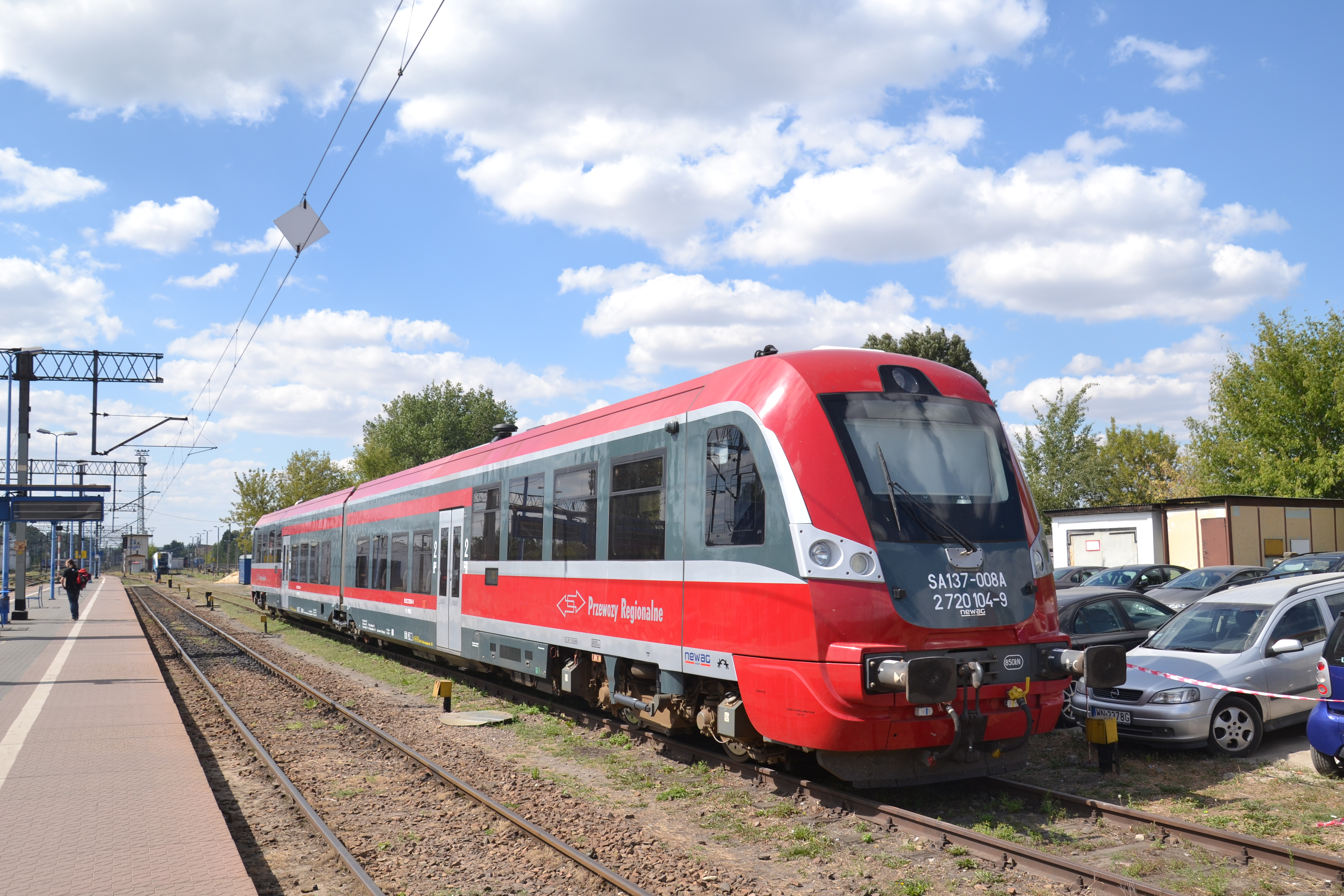
SA137-008 w barwach Przewozów Regionalnych

17 maja 2013 podpisano umowę ze spółką Przewozy Regionalne na dostawę w formie leasingu 4 sztuk dwuczłonowych spalinowych zespołów trakcyjnych typu 220M. Pierwsze dwa pojazdy zostały dostarczone 17 stycznia 2014, a kolejne dwa 17 lutego.
2 pojazdy o numerach 006 i 007 zostały zakupione do obsługi tras w województwie pomorskim: Chojnice – Tczew – Malbork – Grudziądz, oraz Chojnice – Szczecinek – Słupsk, a 2 kolejne pojazdy o numerach 008 i 009 przeznaczono do obsługi tras w województwie lubelskim: Lublin – Parczew, Lublin – Stalowa Wola Rozwadów i Lublin – Zamość. Pojazdy przeznaczone dla Lubelskiego Oddziału Przewozów Regionalnych rozpoczęły służbę 19 lutego 2014.

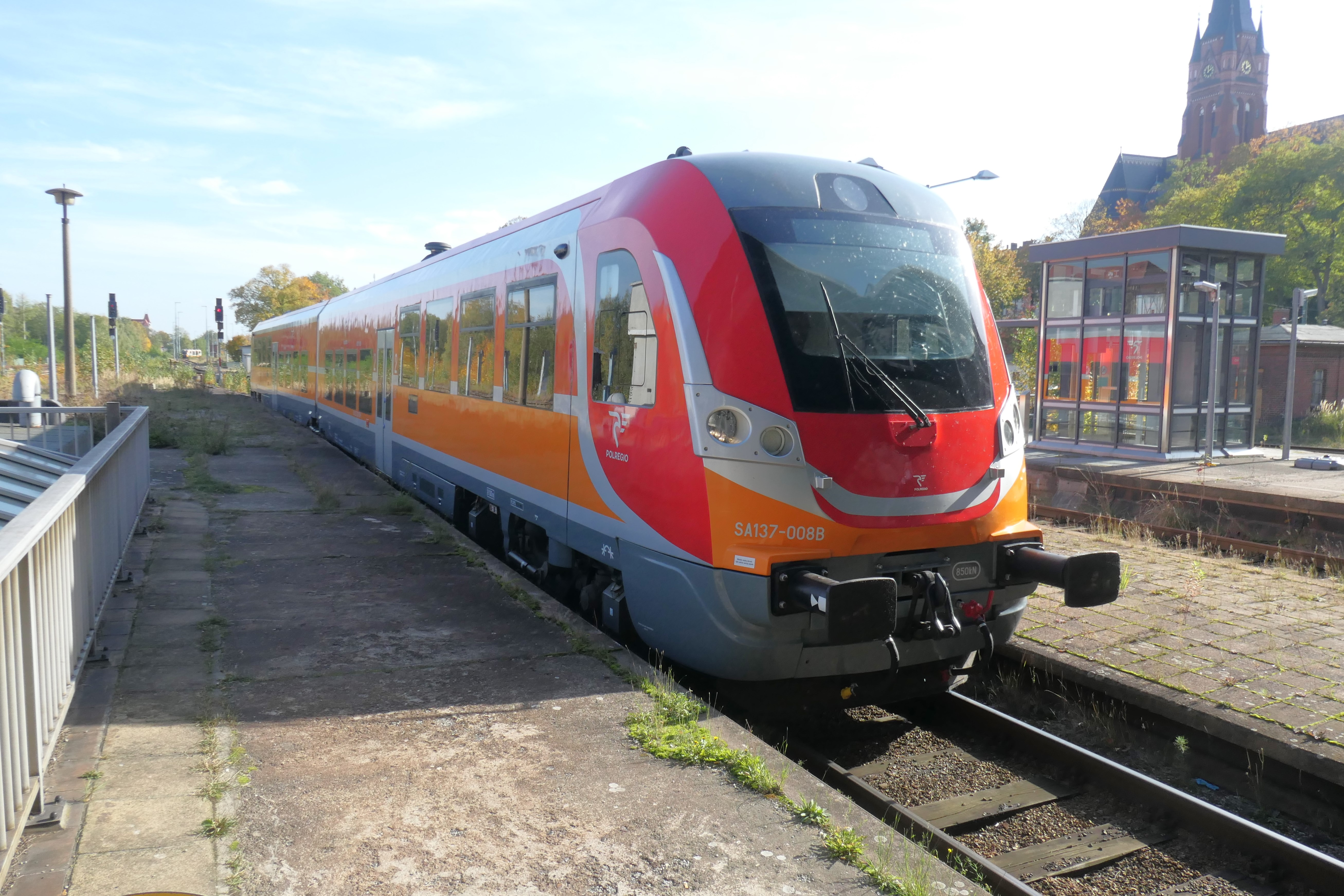
SA137-008 w barwach Polregio

W drugiej połowie października 2018 roku przewoźnik wydzierżawił od Kolei Śląskich SA138-005 w zamian za EN57-1823, który trafił do pomorskiego oddziału. 27 kwietnia 2022 pojazd SA138-005 został odkupiony do Kolei Śląskich w przetargu na dostawę trójczłonowego spalinowego zespołu trakcyjnego, a w lutym 2023 podczas przeglądu poziomu P4 pojazd otrzymał barwy nowego właściciela.
W 2022 roku spalinowe zespoły trakcyjne SA137-008 i 009 były umiejscowione w lubuskim zakładzie w Zielonej Górze. Na początku roku oba pojazdy były wyłączone z eksploatacji w związku z wymianą kół monoblokowych i tarcz hamulcowych.
W połowie 2022 jednostka SA137-007, zwykle kursująca w rejonie Chojnic, została skierowana do obsługi linii Pomorskiej Kolei Metropolitalnej.